# Districtul Kayunga
Districtul Kayunga  este una dintre cele 80 unități administrativ-teritoriale de gradul I ale Ugandei.